# Karl Johansson (orienterare född 1940)
Karl  Johansson, född 15 juni 1940, är en svensk idrottare (orienterare) från IFK Hedemora OK som tog VM-guld i stafett 1966 och 1968 samt individuellt VM-guld 1968; han har även tagit ett VM-silver i stafett.
Som veteran har Karl Johansson även blivit världsmästare i klass M75 vid veteran-VM i Göteborg 1 augusti 2015.